# Oxyrhachis gracillima
Oxyrhachis  es un género monotípico de plantas herbáceas,  perteneciente a la familia de las poáceas. Su única especie: Oxyrhachis gracillima es originaria de Australia.

## Descripción
Es una planta anual o perenne (de corta duración); cespitosas, con tallos de 15-50 cm de altura; herbáceas; no ramificadas arriba (5-7 nodos). Los nodos de los culmos glabros. Los entrenudos  sólidos (esponjoso). Los brotes jóvenes intravaginales. Hojas no agregadas basales; no auriculadas. La hoja estrecha (menos de 3,5 mm de ancho); plana o enrollada; sin glándulas multicelulares abaxiales; sin venación; persistente. La lígula una membrana con flecos (cortos). Contra-lígula ausente. Plantas bisexuales, con espiguillas bisexuales ; con flores hermafroditas. Las espiguillas todas por igual en la sexualidad .

## Taxonomía
Oxyrhachis gracillima fue descrita por (Baker) C.E.Hubb. y publicado en Hooker's Icones Plantarum 35: , t. 3454. 1947
Etimología
Oxyrhachis: nombre genérico que deriva del griego antiguo: oxys = (agudo), y del género Chloris (del griego chloros ) en el que se incluía anteriormente; refiriéndose al callo acre  que lo distingue de Chloris.
gracillima: epíteto latíno que significa "la más delgada".
Sinonimia
- Oxyrhachis gracillima subsp. occidentalis Gledhill
- Oxyrhachis mildbraediana Pilg.
- Rottboellia gracillima Baker basónimo[4]